# Polytrichum boreale
Polytrichum boreale là một loài rêu trong họ Polytrichaceae. Loài này được Kindb. mô tả khoa học đầu tiên năm 1883.
Danh pháp khoa học của loài này chưa được làm sáng tỏ. 